# Hylomus draco
Hylomus draco är en mångfotingart som beskrevs av Cook och Loomis 1924. Hylomus draco ingår i släktet Hylomus och familjen orangeridubbelfotingar. Inga underarter finns listade i Catalogue of Life.